# 寧武県
寧武県（ねいぶ-けん）は中華人民共和国山西省忻州市に位置する県。

## 歴史
979年（太平興国4年）、宋朝により設置された。1070年（熙寧3年）に廃止されたが、1086年（元祐元年）に再設置、1104年（崇寧3年）に再度廃止された。金朝になると再設置され寧化州の州治とされた。元朝に廃止されたが、明朝になると寧化所が設置され、1725年（雍正3年）に清朝により寧武県が設置された。

## 行政区画
- 鎮:鳳凰鎮、陽方口鎮、東寨鎮、石家荘鎮、寧化鎮
- 郷:薛家窪郷、余荘郷、涔山郷、西馬坊郷、迭台寺郷、懐道郷、東馬坊郷